# ناحیه مارادی
ناحیه مارادی (به لاتین: Maradi Region) یک منطقهٔ مسکونی است که در نیجر واقع شده‌است. ناحیه مارادی ۳۵٬۱۰۰ کیلومتر مربع مساحت و ۳٬۱۱۷٬۸۱۰ نفر جمعیت دارد.